# ANAエアサービス松山
株式会社ANAエアサービス松山（エーエヌエーエアサービスまつやま）は、主に旅客ハンドリング業務を行うANAグループの企業。四国で唯一のANAグループ会社である。

## 概要
松山空港において全日本空輸(ANA)の地上業務並びに受託を受けた他の航空会社の地上業務を行う会社である。
以前は、全日本空輸の前身の極東航空時代の1956年から伊予鉄道が総代理店契約を締結し、空港カウンター業務や航空機の離発着作業などの空港業務を行ってきたが、2006年3月末に総代理店を契約を終了した。同年4月からは伊丹空港に本社を置く、ANAグループのグランドバンドリング会社、ANAエアポートサービスが母体となり業務を引き継ぐ。同時に空港業務を行っていた伊予鉄道の航空部門従業員の内、ANAの担当スタッフ約70人の出向者を受け入れた。
ANAエアポートサービスは同年6月に「株式会社ANAエアサービス松山」を設立し10月に開業。松山空港の空港業務を継承した。資本構成が他空港の運営会社とは異なり、主にANAホールディングスとANA大阪空港、伊予鉄グループの3社主体となっている。
その後ANAによる、空港部門再編計画に則り、ANAエアポートサービスがANA SKYPALと統合し、ANA大阪空港という伊丹を拠点とした新たな空港運営会社が誕生した為、同社とANAエアサービス松山との資本関係もそのまま継承され、ANA大阪空港（株）とは資本関係が保たれている。